# Wild Mood Swings
Wild Mood Swings — десятий студійний альбом англійського рок-гурту The Cure, випущений 6 травня 1996 року лейблом Fiction Records. Альбом посів дев'яте місце в чарті альбомів Великої Британії, протримавшись у чарті шість тижнів, та 12 місце в американському Billboard 200. Однак, цей альбом став найменш продаваним альбомом The Cure за останні 12 років, і він ознаменував початок спадної тенденції в майбутніх продажах альбомів гурту.
З альбому було випущено чотири сингли: першим був «The 13th», випущений 22 квітня 1996 року, за ним слідували «Mint Car» (випущений 17 червня), «Strange Attraction» (випущений у США 8 жовтня) та «Gone!» (випущений у Європі 2 грудня 1996 року).
У цьому альбомі гурт досліджував різноманітні стилі, подібно до їхнього подвійного альбому Kiss Me, Kiss Me, Kiss Me (1987), включивши дженгл-поп у «Mint Car» та «Return», джаз у «Gone» та маріачі у «The 13th». Роберт Сміт сказав, що назва альбому походить від того факту, що «лірично та музично ми охопили більше матеріалу, ніж будь-коли раніше». Альбом демонструє різкі зміни у розташуванні треків, що сприяє нерівномірному та еклектичному характеру матеріалу, від легших поп-пісень до інтроспективних, темніших творів, часто розташованих поруч, що NME описав як «скоріше збірний альбом, з усією роз'єднаністю, що з цього випливає».

## Список композицій
Автор музики і слів The Cure, окрім зазначених інакше. 
| #   | Назва                                         | Тривалість |
| --- | --------------------------------------------- | ---------- |
| 1.  | «Want»                                        | 5:06       |
| 2.  | «Club America» (Бемоунт, Купер, Геллап, Сміт) | 5:02       |
| 3.  | «This Is a Lie»                               | 4:29       |
| 4.  | «The 13th»                                    | 4:08       |
| 5.  | «Strange Attraction»                          | 4:19       |
| 6.  | «Mint Car»                                    | 3:32       |
| 7.  | «Jupiter Crash»                               | 4:15       |
| 8.  | «Round & Round & Round»                       | 2:39       |
| 9.  | «Gone!»                                       | 4:31       |
| 10. | «Numb»                                        | 4:49       |
| 11. | «Return»                                      | 3:28       |
| 12. | «Trap»                                        | 3:37       |
| 13. | «Treasure»                                    | 3:45       |
| 14. | «Bare»                                        | 7:57       |

## Учасники запису
The Cure
- Роберт Сміт — вокал, гітара, шестиструнна бас-гітара Fender VI, клавішні
- Перрі Бамонте — гітара, шестиструнна бас-гітара Fender VI, клавішні
- Джейсон Купер — ударні
- Саймон Геллап — бас-гітара
- Роджер О'Доннелл — клавішні

## Чарти
| Чарт (1996)                                          | Найвища позиція |
| ---------------------------------------------------- | --------------- |
| Австралія Australian Albums (ARIA)                   | 5               |
| Австрія Austrian Albums (Ö3 Austria)                 | 12              |
| Бельгія Belgian Albums (Ultratop Flanders)           | 13              |
| Бельгія Belgian Albums (Ultratop Wallonia)           | 5               |
| Канада Canada Top Albums/CDs (RPM)                   | 11              |
| Danish Albums (Hitlisten)                            | 17              |
| Нідерланди Dutch Albums (MegaCharts)                 | 37              |
| European Albums (Music & Media)                      | 7               |
| Фінляндія Finnish Albums (Suomen virallinen lista)   | 24              |
| Франція French Albums (SNEP)                         | 27              |
| Німеччина German Albums (Offizielle Top 100)         | 17              |
| Угорщина Hungarian Albums (MAHASZ)                   | 17              |
| Italian Albums (FIMI)                                | 6               |
| Нова Зеландія New Zealand Albums (Recorded Music NZ) | 10              |
| Норвегія Norwegian Albums (VG-lista)                 | 13              |
| Portuguese Albums (AFP)                              | 6               |
| Шотландія Scottish Albums (OCC)                      | 46              |
| Spanish Albums (AFYVE)                               | 18              |
| Швеція Swedish Albums (Sverigetopplistan)            | 2               |
| Швейцарія Swiss Albums (Schweizer Hitparade)         | 9               |
| Велика Британія UK Albums (OCC)                      | 9               |
| США Billboard 200                                    | 12              |

| Чарт (1996)                     | Позиція |
| ------------------------------- | ------- |
| European Albums (Music & Media) | 91      |